# Kashmir Reader
Kashmir Reader (с англ. — «Кашмирский читатель») — индийская ежедневная газета на английском языке. Выпускается с мая 2012 года в союзной территории Джамму и Кашмир. Девиз газеты — «Ничего, кроме новостей» (Nothing But News).
30 сентября 2016 года, во время беспорядков в Кашмире, Kashmir Reader была запрещена индийскими властями на неопределённый срок за «критическое отношение к Индии». Газету попросили остановить публикацию вечером 2 октября и обвинили в распространении материалов, «склонных побуждать к насильственным актам» и «нарушающих общественный мир и спокойствие».
Правозащитная организация Amnesty International заявила, что запрет является «препятствием для свободы слова», и призвала власти отметить указ. По мнению исполнительного директора индийского отделения Amnesty International Аакара Пателя, «в указе не упоминаются конкретные материалы из Kashmir Reader, которые привели к насилию». 28 декабря 2016 года, после снятия правительством трёхмесячного запрета, газета продолжила публиковаться.